# Ilan Tashtash
Ilan Tashtash es un deportista israelí que compitió en vela en la clase 470. Ganó una medalla de bronce en el Campeonato Europeo de 470 de 1993.

## Palmarés internacional
| \| Campeonato Europeo \| Campeonato Europeo \| Campeonato Europeo \| Campeonato Europeo \| \| Año \| Lugar \| Medalla \| Clase \| \| ------------------ \| ---------------------- \| ------------------ \| ------------------ \| \| 1993 \| Breitenbrunn (Austria) \| Medalla de bronce \| 470 \| |                        |                   |       |
| Campeonato Europeo |                        |                   |       |
| Año | Lugar                  | Medalla           | Clase |
| 1993 | Breitenbrunn (Austria) | Medalla de bronce | 470   |